# Samuel Sprigg Carroll
Samuel Sprigg « Red » Carroll (21 septembre 1832 - 28 janvier 1893) est un officier de carrière dans l'armée des États-Unis qui atteint le grade de brigadier général au cours de la guerre de Sécession. Le natif du Maryland est plus connu pour son service en tant que commandant de la célèbre « Brigade Gibraltar », une brigade d'infanterie de l'armée du Potomac, qui a joué un rôle clé lors de la défense de Cemetery Hill au cours de la bataille de Gettysburg, ainsi qu'en repoussant une partie de la charge de Pickett.

## Avant la guerre
Samuel S. Carroll naît près de ce qui est maintenant Takoma Park, Maryland. Il est un descendant de Charles Carroll, un signataire de la déclaration d'Indépendance. Il suit sa scolarité dans les écoles locales, et reçoit une nomination à l'académie militaire américaine de West Point, New York. Il est diplômé 44e sur le 49 cadets de la promotion 1856, et est breveté second lieutenant dans l'infanterie. Il est affecté sur la frontière à divers postes dans le vieil ouest, avant de revenir à West Point à un poste d'intendance.
Il épouse Helen Bennett à Saint-Louis (Missouri) le 3 septembre 1856. Helen est l'aînée de William Bennett, un éminent marchand originaire du Maryland, et de son épouse Catherine DuBois. Ils ont eu trois enfants : Catherine « Katy » Carroll, née le 31 août 1857, dans le Kansas, Helen Hancock Carroll née le 8 octobre 1864 à New York, et un fils Samuel Sprigg Carroll Jr né le 13 décembre 1875 dans le Maryland.

## Guerre de Sécession
Carroll est promu capitaine dans le 10th U.S. Infantry peu de temps après l'éclatement de la guerre de Sécession. En décembre 1861, il est nommé colonel du 8th Ohio Infantry, un régiment de trois ans qui sert exclusivement sur le théâtre oriental. Au cours de la campagne de la vallée de 1862, Carroll commande la 4th brigade de la division de James Shields. Carroll commande l'avant-garde de l'armée de l'Union à la bataille de Cross Keys. Il participe à la bataille de Port Republic(p265). Il est félicité pour sa performance lors de la bataille de Cedar Mountain. Transféré avec cette brigade dans la région de Virginie du Nord, il est gravement blessé à la poitrine dans un combat près de la rivière Rapidan. Il est remis à temps pour reprendre son commandement sur le terrain dans le III corps avant la bataille de Fredericksburg.
Le 12 janvier 1863, les complications de sa blessure l'obligent à prendre un congé maladie. Il reprend son service avant la bataille de Chancellorsville.
En 1863, Carroll commande la première brigade de la troisième division du II corps lors de la bataille de Chancellorsville. Au cours de la deuxième journée, à Gettysburg, le 8th Ohio est impliqué dans une escarmouche le long de l'Emmitsburg Road, tandis que les trois autres régiments de la brigade Gibraltar, le 14th Indiana, colonel John Coons (191), le 4th Ohio, lieutenant colonel Leonard W. Carpenter (299) et le 7th West Virginia, lieutenant colonel Jonathan H. Lockwood, contre-attaquent les confédérés de Caroline du Nord et des Louisiana Tigers de la division de Jubal Early qui arrivent sur les pentes de Cemetery Hill, le repoussant dans l'obscurité croissante. Carroll est légèrement blessé à la bataille de Bristoe Station. Carroll mène plus tard sa brigade réduite lors de certains petits engagements au cours de la campagne de Mine Run.
Carroll est promu brigadier général le 12 mai 1864. Il est blessé deux fois au cours de la campagne de l'Overland, une fois dans la Wilderness et de nouveau à Spotsylvania Court House. Son bras gauche est amputé. Après son rétablissement, il commande le département de Virginie-Occidentale brièvement et plus tard, conduit une division dans l'armée de la Shenandoah.

## Après la guerre
Lorsque la guerre se termine, Carroll reste dans l'armée régulière lors de la reconstruction, servant dans le département de l'inspecteur général. Partiellement invalide par ses blessures pendant la guerre qui l'ont conduit à être souvent absent du service, il est mis à la retraite de l'armée en 1869 pour invalidité consécutive à ses blessures avec le grade de major-général breveté. En août 1886, sa femme divorce.

## Mort et mémoire
À la fin de janvier 1893, Carroll contracte une pneumonie et meurt six jours plus tard, à l'âge de 60 ans lors de son pays de résidence, « Belleview », près de Takoma Park, Maryland. Sa mort est provoquée par le fait qu'il n'a jamais totalement récupéré de ses blessures[Information douteuse]. Ses funérailles ont lieu en l'église St John à Washington, DC. Il est enterré avec tous les honneurs militaires dans le cimetière de Oak Hill de Georgetown, Washington, DC[réf. nécessaire].
La rue principale à Takoma Park est nommé Carroll Avenue en son hommage.